# Ganso-campestre

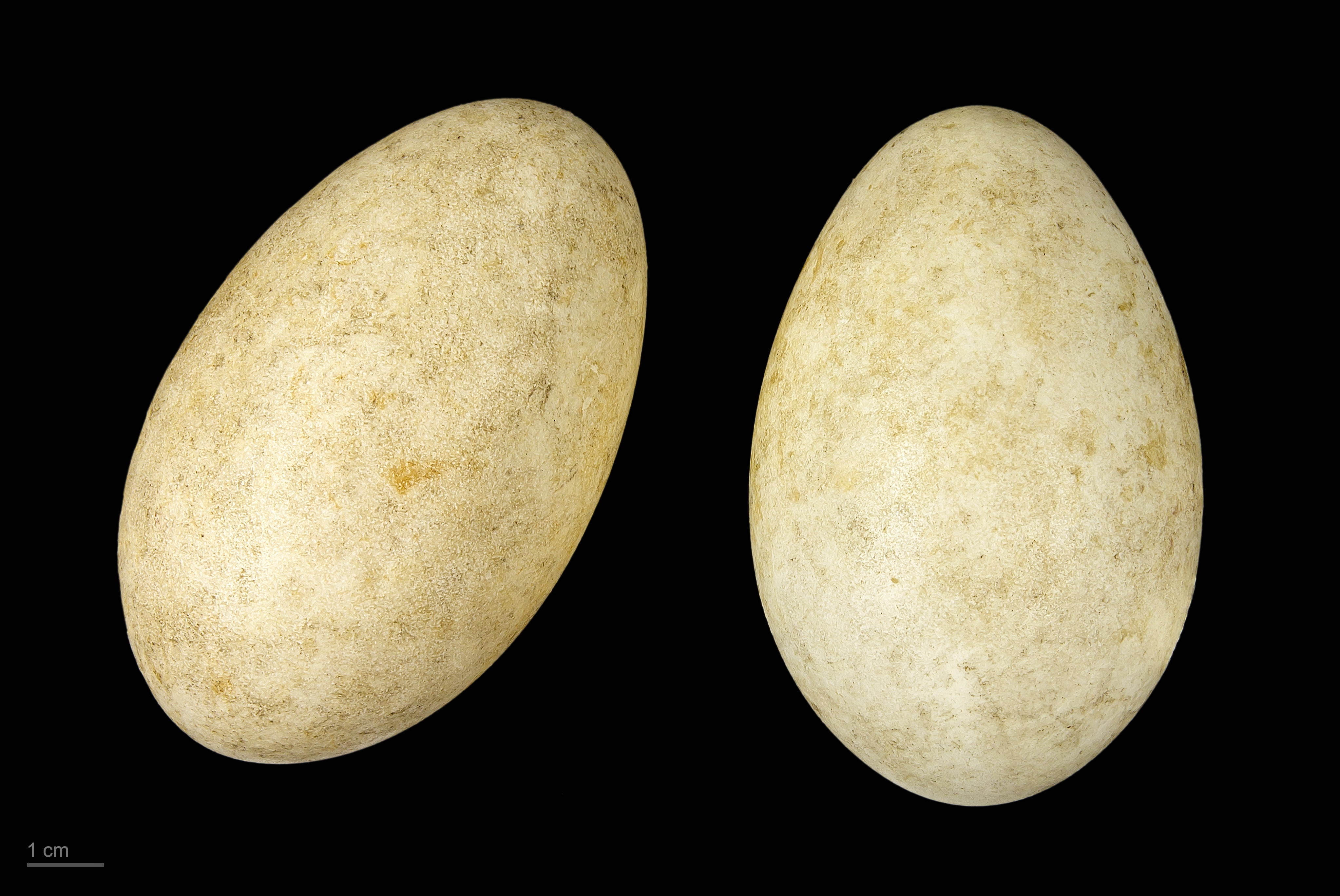
Anser fabalis - MHNT

O ganso-campestre ou ganso-campestre-da-taiga (Anser fabalis) é uma ave da família Anatidae. Assemelha-se ao ganso-bravo, sendo contudo um pouco menor e distinguindo-se pelo pescoço e pela cabeça muito escuros. As patas e o bico são cor-de-laranja.
Este ganso nidifica em latitudes árcticas e subárcticas, invernando na Europa central. É uma espécie muito rara em Portugal.